# Aristide Caradja
Aristide Caradja (Dresden, 28 september 1861 - Boekarest, 29 mei 1955) was een Roemeense entomoloog en jurist.

## De familie Caradja
Aristide Caradja werd in 1861 geboren in Dresden. De familie Caradja was een adellijke familie van Grieks-Byzantijnse afkomst, waarvan de meeste leden als hoogwaardigheidsbekleders hadden gediend in het Ottomaanse rijk. 
Na het overlijden van zijn vader in 1887, verhuisde Aristide Caradja naar Roemenië, waar hij zich vestigde in Grumăzeşti.

## De wetenschapper Caradja
In 1893 publiceerde Caradja zijn eerste wetenschappelijk artikel over de vlinders van de Haute-Garonne in Frankrijk. Een ander vroeg werk van hem was "Die Großschmetterlinge des Königreichs Rumänien (Wenen 1896)" waarin de resultaten van zijn vlinderonderzoek in Roemenië zijn vastgelegd. 
Tussen 1899 en 1901 publiceerde hij een catalogus van de microlepidoptera over de tot dan toe in Roemenië bekende microvlinders. In 1905 publiceerde hij nog drie supplementen hierop. 
Tussen 1910 en 1920 publiceerde hij in Dresden de uit drie delen bestaande "Beitrag zur Kenntnis uber die Geographische Verbreitung den Pyraliden, Tortriciden und Mikrolepidopteren". 
In 1925 verscheen van hem een uitgebreide studie getiteld: "Über Chinas Pyraliden, Tortriciden, Tineiden nebst kurze Betrachtungen, zu denen das Studium dieser Fauna Veranlassung gibt". De basis van dit waardevolle werk bestond uit het materiaal uit de Hermann Hone-collectie, door hem verzameld in China, tussen 1917-1923. Caradja ontdekte in dit materiaal 325 soorten die op dat moment onbekend waren in China en 91 soorten die volledig nieuw waren voor de wetenschap.
Tussen 1927 en 1939 bestudeerde en verzamelde hij vlinders in Centraal-Azië, China, Tibet, Pamir, Oost-Siberië, Klein-Azië, Palestina, Algerije, Sicilië, Spanje, Zuid-Amerika en Dobroedzja. In de eerste helft van die periode hield hij zich bezig met het bestuderen van vlinders die hij zelf of anderen hadden verzameld aan de Roemeense en Bulgaarse Zwarte Zeekust. Hierover schreef hij zes artikelen. Tussen 1934 en 1939 wijdde Caradja zich uitsluitend aan het bestuderen van nieuwe microlepidoptera die hij uit noordwestelijk China had ontvangen. Samen met Edward Meyrick publiceerde hij 22 artikelen hierover.

## De filosoof Caradja
Aristide Caradja's filosofische ideeën over het universum zijn te vinden in "Meine Weltanschauung" gepubliceerd in 1937. In dit werk betoogt hij dat de atoomkern en het heelal volgens hetzelfde patroon zijn opgebouwd en dat een enkele wet zowel de micro- als de macrokosmos beschrijft.

## Nalatenschap
Zijn vlinderverzameling groeide uit tot ongeveer 120.000 specimen met ongeveer 3.000 soorten. In 1944 schonk hij zijn werk en collectie aan het Grigore Antipa National Museum of Natural History. Hij werd verkozen tot erelid van de Roemeense Academie in 1948, kort nadat het communistische regime aan de macht kwam. Hij ging kort daarna met pensioen en overleed in Boekarest in 1955.
In Grumăzești staat nog steeds het herenhuis waar Caradja woonde. Het ligt midden in een klein park met eeuwenoude bomen waaronder eiken, essen, haagbeuken, kastanjes, linden, maar ook andere zeldzame soorten die destijds van over de hele wereld zijn meegenomen.
- Gemeinsame Normdatei: 117698695
- International Standard Name Identifier: 0000 0000 1498 0020
- Nederlandse Thesaurus van Auteursnamen: 154016926
- Système universitaire de documentation: 139947140
- Virtual International Authority File: 72380236
- WorldCat: E39PBJwp3dGykbXxXQpd9qxJjC